# Autophila nigromarginata
Autophila nigromarginata är en fjärilsart som beskrevs av Leo Schwingenschuss 1939. Autophila nigromarginata ingår i släktet Autophila och familjen nattflyn. Inga underarter finns listade i Catalogue of Life.